# Действие (Италия)
Действие (итал. Azione, A или Az) — либеральная и прогрессивная политическая партия в Италии.
Её лидером является Карло Календа, член Европарламента в составе группы «Обновляя Европу» и бывший министр экономического развития Италии (2016—2018). Первоначально запущенная как «Мы — европейцы» (Siamo Europei, SE), своё нынешнее название носит с ноября 2019 года, став полноправной партией. Календа описал свою партию как «анти-популистскую» и «анти-суверенистскую». Он также объяснил, что название партии является исторической отсылкой к недолговечной Партии действия после Второй мировой войны и намеком на «либеральный социализм» Карло Росселли.

## История
Карло Календа был кандидатом от центристской партии «Гражданский выбор» на всеобщих выборах 2013 года и занимал различные должности в трех правительствах в течение законодательного срока 2013—2018 годов. После всеобщих выборов 2018 года он официально присоединился к левоцентристской Демократической партии (ДП).
В январе 2019 года Календа выпустил политический манифест под названием «Мы — европейцы» (Siamo Europei), с целью создания совместного списка, состоящего из ДП и других прогрессивных и проевропейских партий для предстоящих выборов в Европейский парламент. Его предложение было одобрено Николой Дзингаретти, тогдашним лидером ДП, но отвергнуто другими партиями внутри левоцентристской коалиции, в том числе « Больше Европы» и «Италия в общем».

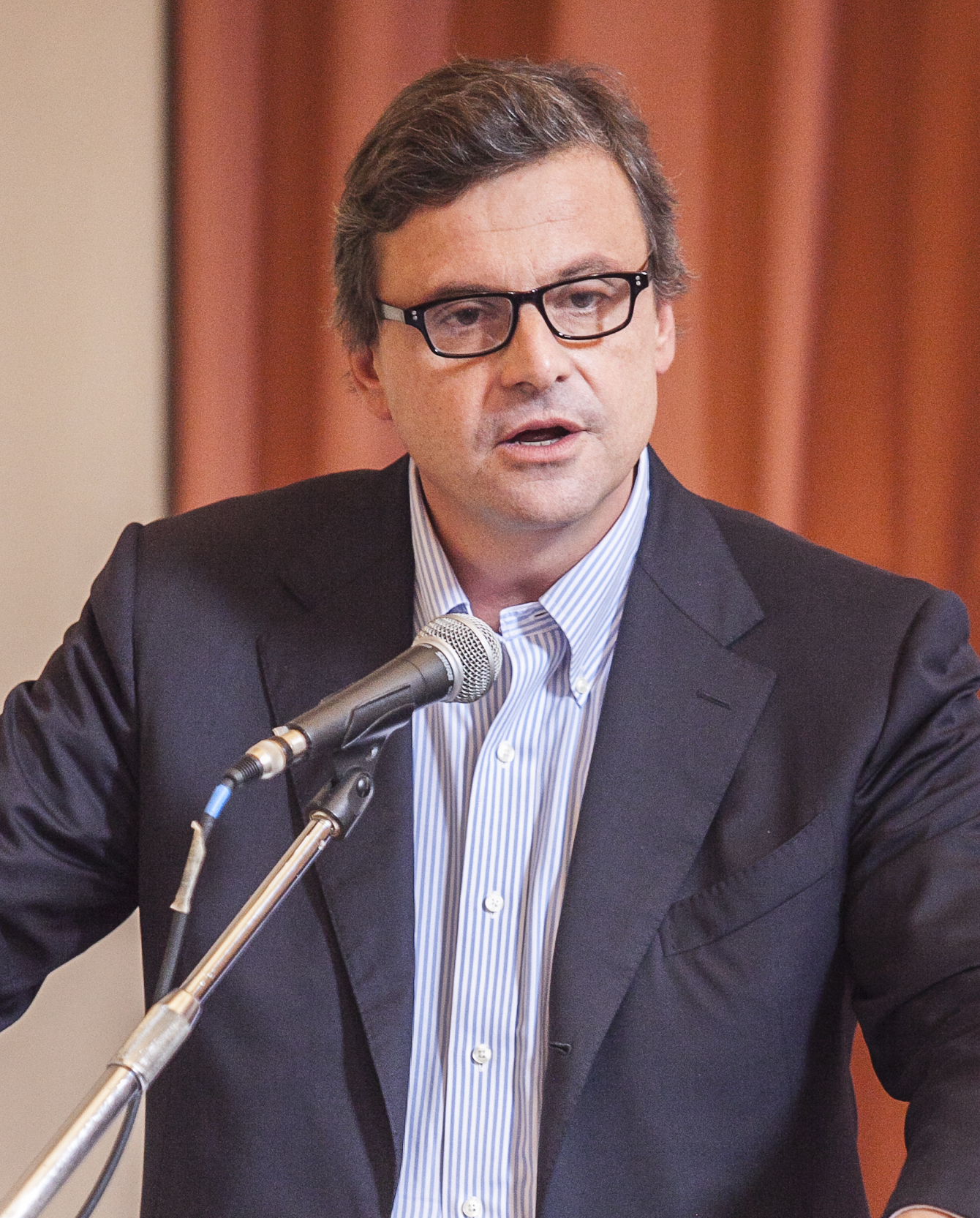
Карло Календа в 2019 году

В преддверии европейских выборов Дзингаретти и Календа представили логотип для своего совместного избирательного списка, включающий ссылку на «Мы — европейцы» и символ Партии европейских социалистов . Кроме того, они также присоединились к Статье 1, левой партии, созданной в 2017 году отколовшимися от ДП во главе с бывшим секретарем ДП Пьером Луиджи Берсани.
На выборах совместный список PD и SE набрал 22,7 % голосов, заняв второе место после Лиги . Календа, баллотировавшийся в Северо-восточном округе, набрала более 270 000 голосов, став, таким образом, кандидатом с наибольшим количеством голосов в списке.
В августе 2019 года напряженность внутри коалиции, поддерживающей первое правительство Джузеппе Конте, выросла, что привело к вынесению Лигой вотума недоверия. Во время следующего правительственного кризиса национальное правление ДП официально одобрило возможность формирования нового кабинета в коалиции с Движением пяти звезд (M5S), на основе проевропейства, зеленой экономики, устойчивого развития, борьбы с экономическим неравенством. и новая иммиграционная политика. Партия также согласилась сохранить Конте в качестве главы нового правительства, и 29 августа президент Серджио Маттарелла официально назначил Конте премьер-министром. Календа резко выступил против нового правительства, заявив, что ДП отказалась от любого представительства " реформистов " и что поэтому возникла необходимость создать «либерально-прогрессивное» движение. Календа покинул ДП и 5 сентября 2019 года, когда второе правительство Конте было приведено к присяге, объявила о преобразовании SE в полноценную партию.
10 сентября 2019 года Маттео Ричетти, видный сенатор от ДП и близкий соратник бывшего премьер-министра Маттео Ренци, воздержался при вотуме доверия новому правительству и впоследствии вышел из партии. Он заявил, что объединит усилия с Календой.
В ноябре 2019 года SE была официально преобразована в новую партию под названием Действие (Azione). Через несколько месяцев Календа запустил Группы действия (Gruppi d'Azione), местные отделения партии.
В августе 2020 года к Действию присоединились два члена Палаты депутатов : бывший министр Энрико Коста, покинувший партию Вперёд, Италия, и Нунцио Анджола, бывший член Движения пяти звёзд.
В ноябре 2020 года депутаты и сенаторы, связанные с «Действием», сформировали совместные подгруппы в Смешанных группах вместе с « Больше Европы» (+Eu) как в Палате, так и в Сенате. Подгруппа в Палате насчитывала четырех депутатов, подгруппа в Сенате — трех сенаторов.
В марте 2021 года Карло Коттарелли, бывший директор Международного валютного фонда, был выбран Az, +Eu, Итальянской республиканской партией (PRI), Либерально-демократическим альянсом за Италию (ALI) и либералами главой научного комитета. направленный на выработку совместной политической программы.
В ноябре 2021 года Календа покинул группу Социалистов и демократов (S&D) в Европарламенте, после чего намекнули, что к ней могла присоединиться M5S, и перешла в Renew Europe .
В январе 2022 года партия сформировала федерацию с «Больше Европы».

## Известные члены партии
Ведущими членами партии являются депутат Европарламента Карло Календа, сенатор Маттео Рикетти (экс- Демократическая партия) и депутаты Энрико Коста (экс- Forza Italia) и Нунцио Анджола (экс- Движение пяти звезд). В национальный совет партии входят Раффаэле Бонанни (бывший генеральный секретарь Итальянской конфедерации рабочих профсоюзов), Винченцо Кампорини (бывший начальник штаба обороны), Марио Раффаэлли (бывший давний заместитель и заместитель итальянского социалистического партия), Вальтер Риккарди (бывший президент Istituto Superiore di Sanità) и Уго Росси (бывший президент Трентино).

## Результаты выборов

### Региональные советы
| Область        | Год выборов | Голоса      | % | Места   | +/- |
| -------------- | ----------- | ----------- | - | ------- | --- |
| Эмилия-Романья | 2020        | в список БП | - | 1 из 50 | -   |

## Руководство
- Лидер: Карло Календа (2019 — настоящее время)

## Символика

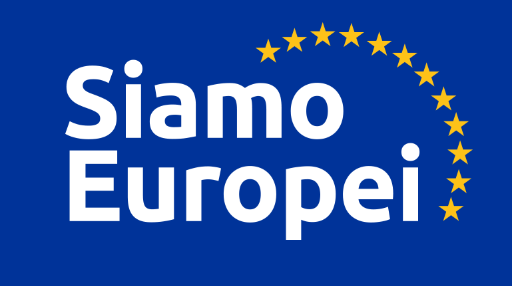
Логотип «Мы европейцы»
Логотип партии до 26 октября 2021 г.
Логотип действия